# 6N-ثريونيل كربامويل أدينوسين
الـ6N-ثريونيل كربامويل أدينوسين (بالإنجليزية: N6-Threonylcarbamoyladenosine)‏ واختصارا (ت6أ) هو نوكليوسيد نادر قاعدته النيتروجينية عبارة عن مشتق ثريونين-كربامات للأدينين، سكره هو الريبوز، يتواجد طبيعيا مثل الـ6N-إيزوبينتنيل أدينوسين في بعض جزيئات الرنا الناقل  في وضعية مجاورة لمقابلة الرامزة، أي في الوضعية 37 للرنا الناقل للإيزوليوسين، الرنا الناقل للثريونين، الرنا الناقل للأسباراجين، الرنا الناقل لللايسين، الرنا الناقل للسيرين والرنا الناقل للأرجنين.

الرنا الناقل للميثيونين لدى فطريات الخميرة. 6N-ثريونيل كربامويل أدينوسين موضح بـ t6A.